# José María Mohedano
José María Mohedano Fuertes (/xoˈse maˈɾia moeˈðano ˈfwɛɾtes/) est un homme politique espagnol né en 1948 à Madrid. Il est membre du Parti socialiste ouvrier espagnol (PSOE).

## Biographie
Avocat ayant étudié le droit à l'université complutense de Madrid, José María Mohedano milite au sein du Parti communiste d'Espagne (PCE) entre 1969 et 1980.
Il adhère au Parti socialiste ouvrier espagnol (PSOE) en 1986. Aux élections générales de 1989, il est élu député de Valence, un mandat qu'il conserve lors des élections générales de 1993.
Il ne se représente pas aux élections générales de 1996 et se retire de la vie politique.